# هيلموت برونر (متسابق على الجليد بمزلاجة)
هيلموت برونر (بالإيطالية: Helmut Brunner)‏ هو متسابق على الجليد بمزلاجة إيطالي، ولد في 8 مايو 1961 في ستيلفس في إيطاليا.

## وصلات خارجية
- هيلموت برونر على موقع أوليمبيديا (الإنجليزية)